# Svatoslava Hornofová-Kochlíková
Svatoslava Hornofová-Kochlíková  (5. března 1875 Holice – 24. února 1965 Praha) byla česká lékařka, odborná publicistka, básnířka a překladatelka; šestá promovaná doktorka medicíny v Čechách, historicky osmá promovaná česká lékařka, jedna prvních odborných lékařek se soukromou praxí a také první česká dermatoložka. Byla dcerou holického učitele a významného kulturního činitele Martina Bohumila Hornofa.

## Život

### Mládí a studia
Narodila se v městečku Holice nedaleko Pardubic v rodině místního řídícího učitele Martina Bohumila Hornofa, původem z Kněževsi u Rakovníka, a jeho manželky Marie, rozené Dykastové (1849–1922), dcery rolníka ze Srbče. Otec do Holic přišel za prací učitele roku 1871, zde založil a vedl vlastenecký spolek Budeč holická, vydával učebnice a účastnil se veřejného života i mimo Holice.
Po absolvování měšťanské školy, vedené otcem, začala Svatoslava studovat v Praze na nově otevřeném (1890) prvním soukromém dívčím gymnáziu ve střední Evropě Minerva. Gymnázium ukončila jako jedna z jeho prvních maturantek, závěrečné zkoušky složila v roce 1897. Při této příležitosti přednesla pak při slavnostním vyřazení vlastní oslavnou báseň na svou středoškolskou alma mater.

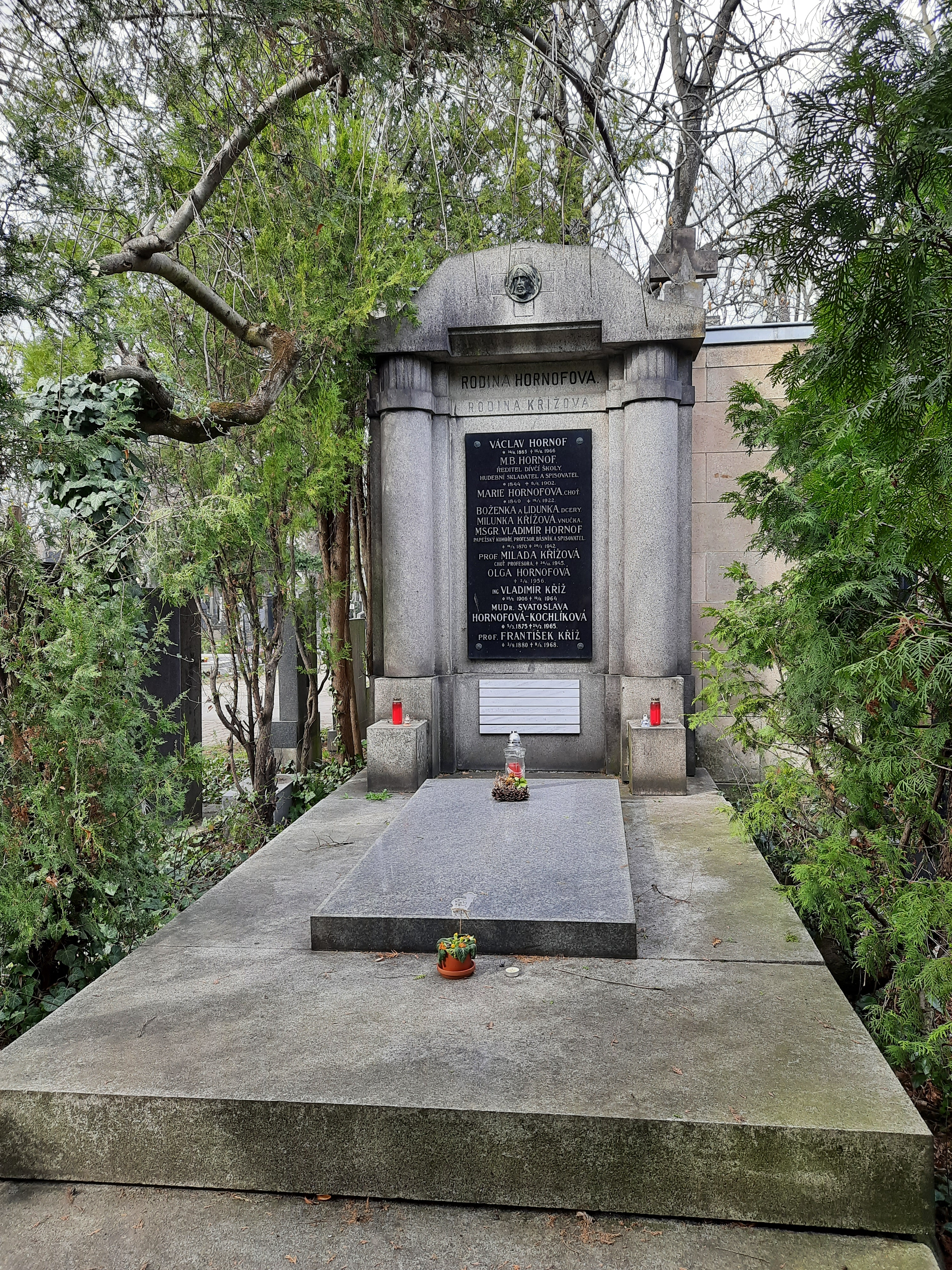
Hrobka rodiny Hornofovy na Vinohradském hřbitově

Následně začala studovat medicínu na české lékařské fakultě Karlo-Ferdinandovy univerzity v Praze. Až do roku 1900 docházely dívky na přednášky na hospitační studium (bez statutu řádné posluchačky); v roce 1900 bylo novým zákonem dívkám umožněno skládat zkoušky za celou dosavadní dobu studia.

### Lékařkou
7. června 1905 Svatoslava Hornofová odpromovala a stala se tak teprve šestou v Čechách vystudovanou lékařkou, medička Anna Honzáková zde titul získala roku 1902. První dvě Češky, které se staly lékařkami ještě před ní (Bohuslava Kecková a Anna Bayerová), získaly titul doktorky medicíny mimo české území, na univerzitách ve Švýcarsku. Následně byla v rámci atestace v letech 1905 až 1907 zaměstnána v několika nemocnicích v Praze, tedy těch ochotných zaměstnat přibývající ženské lékařky. Roku 1907 si pak ve Vojtěšské ulici na pražském Novém Městě otevřela soukromou lékařskou praxi. Ta byla po ordinaci MUDr. Honzákové, teprve druhou soukromou ordinací zřizovanou ženou-lékařkou, jako třetí následovala ordinace MUDr. Růženy Machové roku 1909 v nedaleké Spálené.
Ve své odborné činnosti se následně začala zaměřovat na dermatologii, čímž se stala první českou lékařkou s touto specializací. Z tohoto oboru sepsala několik odborných prací a textů. Nadále se pak věnovala vlastní básnické tvorbě a také překladům poezie.

### Úmrtí
Svatoslava Hornofová-Kochlíková zemřela 24. února 1965, nejspíše v Praze, ve věku 89 let. Pohřbena byla spolu se svými rodiči a příbuznými v rodinné hrobce na Vinohradském hřbitově. Hrobka se nachází v těsné blízkosti hrobky rodiny Anny Honzákové, spolužačky Hornofové z Minervy i lékařské fakulty.

## Rodina a příbuzenstvo
- Provdala se jako Kochlíková.
- Měla dva sourozence:
  - Vladimír Hornof (1870–1942),[8] katolický kněz, katecheta a autor textů duchovních písní
  - Milada Křížová (1876–1945),[9][10] provdaná v Brně za středoškolského profesora Františka Kříže (1880–1968),[11][12] autora učebnice geometrie (Návod k používání Křížových deskriptivních modelů, 1906).[13]
- Strýc Václav Hornof[14] (1840–1876) byl rovněž literárně činný učitel.[15]
- V Kněževsi (ovšem v č. 45) žila také vedlejší větev rodiny, spojená Martinovým dědečkem Josefem Hornofem, který pocházel z č. 69. Jeho syn (tj. Martinův strýc) Jan Hornof byl rolník a určitou dobu též rychtář.[16][17] Z jeho potomků byli známi např.:
  - Jan Nepomuk Hornof[16] (1844–1917), berní úředník, vrchní pokladník města Prahy[18]
  - Jakub Hornof převzal rodinný statek. Jeho syn Jaromír Hornof[17] (1868–1909) vystudoval práva a stal se soudcem v Holešově na Moravě.[19]